# Veà porotetani
Le Veà porotetani est un périodique protestant d’actualité et de sujets de société publié en tahitien et en français par l’Église protestante māòhi de 1921 à 2019.
La direction du journal a été assurée par Octave Moreau, Édouard Ahnne, Jean Adnet, Daniel Mauer et Samuel Raapoto.
En 2020, les 7500 pages des 260 numéros de Veà porotetani sont numérisés afin d’être mis disponible au public sur Ana’ite, la bibliothèque scientifique numérique polynésienne de l’université de la Polynésie française.